# Martin Ndayahoze
Martin Ndayahoze, né le 3 avril 1940 et mort le 30 avril 1972, est un homme politique burundais.
Né à Gitega d'un père hutu et d'une mère tutsie, Ndayahoze est membre de tous les gouvernements formés et remaniés au Burundi du 12 août 1966 au 2 mars 1971. À ce titre, il est un témoin privilégié des rivalités ethniques et de la violence politique qui marquent les derniers mois de la monarchie et les premières années de la « République » dans ce pays. Plusieurs de ses « rapports confidentiels » au chef de l’État burundais, Michel Micombero (1966-1976), apportent un éclairage sur les conflits et les logiques de pouvoir et de violence des années 1965 à 1972 au Burundi. Au-delà du témoignage, le drame de son parcours politique personnel offre un cas d'école singulier sur les dilemmes de la charge publique et l'étroitesse des options de sortie de crise, sous la contrainte d'un leadership politique brutal et clivant. Plusieurs décennies après sa disparition, ses écrits comptent parmi les principales sources référées dans l'analyse causale des violences de masse qui dévastèrent le Burundi en 1972. Ndayahoze en fut l'une des premières victimes.

## Biographie

### Formation
Après des études primaires à Bujumbura, Martin Ndayahoze poursuit sa scolarité au Rwanda, au Groupe scolaire officiel de Butare, dans la section des Humanités modernes scientifiques (1954-1960). Entre 1960 et 1961, il est de retour à Bujumbura où il suit une année de pré-université à la faculté d’agronomie de l’université officielle du Congo belge et du Ruanda-Urundi. En 1961, il fait une année de propédeutique en sciences à l’université Lovanium du Congo belge. C’est en France, à l’École spéciale militaire de Saint-Cyr à Coëtquidan qu’il fera, de 1962 à 1964, des études supérieures vocationnelles et diplômantes. Il parachève sa formation au cours de l’année académique 1964-1965 à l’École supérieure et d'application du génie d’Angers.

### Parcours politique

#### 1961-1965: Les derniers mois de la Monarchie
Alors qu’entre 1961 et 1965, Martin  Ndayahoze est encore à ses études, le Burundi, sous l’autorité minée du roi Mwambutsa IV Bangiricenge, se fissure le long de la ligne de clivage entre Hutus et Tutsis, les deux principales composantes ethniques du pays. En deux ans (janvier 1963-janvier 1965), le gouvernement du royaume connaît quatre Premiers ministres dont l'un assassiné.
Martin Ndayahoze rentre au Burundi à la veille des élections parlementaires de mai 1965, remportées par le parti de l’Union pour le progrès national (UPRONA). Le choix du Premier ministre à nommer à la suite de cette victoire donne lieu à de fortes rivalités et tensions ethniques au sein du parti vainqueur. Dans la nuit du 19 au 20 octobre 1965, elles engendrent une tentative de coup d’État, déjouée. Dans son sillage et dans deux communes de la province de Muramvya, « plusieurs centaines » de Tutsis  périssent dans les premiers massacres de masse du Burundi indépendant. La tentative de putsch et les massacres de civils tutsis déclenchent une réaction violente, d’abord avec une expédition répressive sanglante de l’armée, ensuite avec un procès à l’issue duquel 34 officiers et soldats hutus sont jugés, condamnés et exécutés en l'espace de 24 heures. Dès le lendemain de la tentative de coup d'État, deux arrêtés-lois avaient été promulgués, l'un pour instaurer un régime militaire d'exception et l'autre pour déterminer le mode des exécutions capitales pendant la durée du régime d'exception. Un troisième arrêté-loi promulgué le 21 octobre avait exclu toute possibilité de faire appel d'un jugement rendu par le conseil de guerre. Au total, ce sont quatre-vingt personnalités hutues qui seront ciblées puis sommairement arrêtées, emprisonnées ou exécutées dans la foulée de la tentative de coup d’État d'octobre 1965.
Les sources historiques combinent une série de facteurs nationaux et exogènes pour expliquer l’origine des tensions interethniques entre Hutus et Tutsis au Burundi, après l’accession du pays à l’indépendance. Elles convergent sur l’influence importante des développements politiques survenus au Rwanda, entre 1957 et 1964. Au Rwanda, depuis 1957 les élites des mêmes groupes ethniques hutus et tutsis se livrent à une lutte ouverte pour le contrôle du pouvoir. Elle tourne à l’avantage des premiers dans des circonstances dramatiques pour les seconds : massacres, pillages et destructions de biens, exode massif vers les pays voisins où ils sont au moins 336 000 à se réfugier. Le Burundi en accueille 44 000 entre 1959 et 1961 puis 75 000 entre 1962 et 1973. Les événements du Rwanda ont un effet magnétique sur l’élite radicale hutue du Burundi qui prend en modèle la « révolution sociale » de 1959. Emmenée par des leaders hutus revendiquant un droit de prédominance politique au nom de « lois statistiques », cette « révolution » avait violemment arraché le pouvoir des mains d’une lignée royale dynastique tutsie, multiséculaire. Au Burundi, les mêmes événements ont l’effet inverse dans la classe politique radicale tutsie. Bien que plusieurs acteurs politiques burundais hutus et tutsis, plus modérés, s’en tiennent à l’écart, ces deux radicalismes évoluent sans force de mitigation ni de conciliation depuis l’assassinat en octobre 1961 du prince Louis Rwagasore, fils du roi. Dès 1953, en tant qu'étudiant ensuite comme leader du parti UPRONA puis comme éphémère (15 jours) Premier ministre, celui-ci s'était distingué par des prises de position publiques et des actes de gestion contre l’extension du « modèle rwandais » au Burundi, contre la prédominance tendancieuse d’un groupe ethnique sur un autre et contre le « paternalisme » du colonisateur belge. En 1961 et en huit ans, il était ainsi parvenu à apaiser et rassembler derrière sa stature politique les tendances politiques sectaires au sein de son parti et au-delà. Faute d'un successeur de consensus, son assassinat remet sur le devant de la scène les clivages sectaires et les tendances jusqu’au-boutistes. Leur confrontation tourne en faveur du camp radical tutsi qui profitera de la tentative de coup d’État déjouée d’octobre 1965 pour amorcer une purge progressive de l’élite politique et militaire hutue.

#### 1966: L’année des illusions
Avant d’entrer en politique, Martin Ndayahoze amorce une courte carrière militaire. Rentré d’Angers, il est nommé sous-lieutenant de l’armée en avril 1965. En septembre de la même année, il est affecté au centre d’instruction militaire de Bururi, dans le sud du Burundi. L’année suivante en janvier, il est rappelé à l’état major général de l’armée où il est affecté au département de la logistique, de la gestion et de l’intendance. Le Burundi, en  situation de précarité politique, économique et sociale, était sans roi, Mwambutsa IV étant absent depuis le 2 novembre 1965, date de son départ pour Bruxelles, dont il ne reviendra jamais. Le 8 juillet 1966, après neuf mois d’absence, le monarque est déchu par son fils, le jeune prince Charles Ndizeye (Ntare V), 19 ans, qui dénonce « une longue carence d’autorité » pour justifier son accession au trône. Le 12 du même mois, Martin Ndayahoze fait son entrée officielle en politique comme ministre de l’Information au sein d’un gouvernement placé sous l’autorité du capitaine Michel Micombero qui cumule les fonctions de Premier ministre, ministre de la Défense et de la Fonction publique.
Le 28 novembre 1966, soit moins de cinq mois après l’accession au pouvoir du prince Ndizeye, celui-ci est à son tour renversé par son Premier ministre qui, dans une adresse à la nation radiodiffusée le même jour, s’autoproclame chef de l’État. Un Conseil national de la révolution (CNR) est créé. Le gouvernement est dissous. Des gouverneurs militaires sont nommés à la tête des provinces. La monarchie est déclarée déchue. La « Première République » est proclamée. Le commandant Martin Ndayahoze est l’un des dix officiers de l’armée qui composent le CNR. Avec les capitaines Zacharie Harerimana et Marcien Burasekuye, il en est aussi l’un des trois seuls membres hutus. Le coup d’État survient alors que le commandant Ndayahoze est lui-même à Kinshasa, aux côtés du roi Ntare V qui y effectue une visite officielle.
Le 5 décembre 1966, sous la « République » qui n’existe que depuis sept jours, Ndayahoze est reconduit au poste de ministre de l’Information. Il siège au sein d’un gouvernement de quatorze membres dont neuf sont tutsis et cinq hutus. L’érection de l’UPRONA en parti unique, proclamée deux semaines plus tôt, fait de son ministère la voix publique et officielle d’un régime né sur la promesse d’une « révolution » à laquelle il croit.
En 1966, les développements politiques sur le continent africain exaltent le crédo de la « révolution ». Çà et là, des monarchies (Ouganda) tombent, l’instauration de régimes à parti unique est officiellement présentée comme la voie salvatrice vers l’unité et le développement. Des coups d’État militaires (Haute-Volta, Centrafrique, Ghana) se justifient des mêmes projets d’ « ordre nouveau ». Le 14 novembre 1967, un nouveau gouvernement rétablit la parité ethnique entre Hutus et Tutsis au Burundi. Cet équilibre, bien qu’en accord très partiel avec le discours officiel d’ « unité » du nouveau régime, raffermit la ferveur révolutionnaire du jeune commandant, reconfirmé à la tête du ministère de l’Information. Par ailleurs, la situation économique du Burundi est « particulièrement médiocre », une raison de plus pour que Ndayahoze prête régulièrement sa fine plume à cette « révolution ». Le narratif de la radio et de la presse nationales sous son contrôle épouse « un ton fortement antimonarchiste et antibourgeois ».

#### 1968 - 1970: «Virus tribaliste» et désillusion
Déjà lorsqu’en novembre 1967, un nouveau gouvernement paritaire entre Hutus et Tutsis est formé, en province, un seul des gouverneurs est hutu.
En 1967, des rumeurs d’un nouveau coup d’État hutu sourdent et sont disséminées dans l’opinion, recréant le climat crispé des semaines qui précédèrent et succédèrent la tentative de putsch déjouée d’octobre 1965. Dans son « rapport confidentiel » no 093/226/Cab/67 daté du 23 août 1967 adressé au chef de l’État, Ndayahoze le met en alerte contre « des patrouilles, des guets et des filatures » dangereusement menés par des membres « extrémistes » du parti unique, plus particulièrement au sein de son mouvement de jeunesse.
Les années 1968 à 1970 verront le commandant Ndayizeye monter au créneau contre le « tribalisme ». Il profite de sa position de ministre de l’Information et de son contrôle sur les organes d’information publique pour multiplier les éditoriaux de presse écrite et radiodiffusée contre ce « virus ». Dans un contexte politique bipolaire empreint d’ethnocentrismes forts, ses textes tranchent par la hauteur qu’ils prennent sur la paranoïa et les extrémismes ambiants qu'ils renvoient dos à dos :
« D’emblée nous pouvons affirmer sans risque de nous tromper que c’est la classe aisée qui renferme le virus du tribalisme. Effectivement, le mal vient d’en haut. Ce sont des cadres peu méritants qui, pour se maintenir ou pour se hisser à des postes convoités, ont besoin de pistons, d’astuces et d’artifices ; ce sont aussi certains responsables insatiables qui, pour faire aboutir leurs ambitions inavouables, font de la division ethnique une stratégie politique. Alors, s’ils sont tutsis, ils dénoncent, au besoin avec complots tactiques à l’appui, « un péril hutu » à contrer ; s’ils sont hutus, ils dévoilent un « apartheid tutsi » à combattre. Et cela s’orchestre avec une mise en scène diabolique pour que le sentiment prenne le pas sur la raison. » 
Sous le poids d’une atmosphère de plus en plus pesante de suspicions « à sens unique » quant à une « récidive de 1965 » par de présumés comploteurs hutus, le ministre Ndayahoze multiplie les notes et les rapports confidentiels au président de la République. Il y dénonce nommément des homologues ministres, complices de menées selon lui unilatéralement et injustement accusatrices envers l’élite politique et militaire hutue. Il reproche à ces menées de cabrer à la fois les Tutsis, qui craignent une répétition des massacres de 1965 et l’élite hutue, qui y voit des manigances pour achever la purge politique des Hutus amorcée en octobre 1965.
En septembre 1969, le régime de la Première République annonce avoir déjoué une tentative de coup d’État militaire imputée à des officiers militaires hutus. Dans son « rapport confidentiel » no 061/426/16/C.M.E. adressé le 24 février 1970 au président Micombero, le commandant Ndayahoze y soutient qu’ « il y avait effectivement un programme de coup d’État et même un plan de génocide pour les conjurés de Ngozi », bien que « tous les conjurés n’avaient pas une même conception de la chose et que beaucoup semblaient ignorer les buts du programme ». Selon lui, si la crise a été relativement bien contenue, c'est parce que contrairement au procès de 1965, celui des « conjurés » de  1969 a été public. Il se félicite aussi du travail de son ministère et des organes officiels d’information publique qui, selon lui, ont contribué à désamorcer les préjugés négatifs qui se formaient de part et d’autre du clivage ethnique avant le début du procès. Néanmoins, Ndayahoze s’émeut de la lourdeur des peines prononcées par le tribunal et plus encore, de la précipitation avec laquelle les condamnés à mort seront exécutés. De fait, un verdict prononcé le 17 décembre 1965 condamne à mort 25 accusés, dont 23 sont rapidement exécutés. « Après ce dénouement précipité de la situation », écrit le ministre de l’Information, « les gens sont revenus à leurs premières réactions ». Il poursuit : « Les Tutsis extrémistes sont satisfaits. Les Hutus extrémistes voient un jugement tribaliste qui a atteint pleinement son but : la liquidation arbitraire des Hutus. » Les sentiments de malaise dans la société que décrit Ndayahoze recoupent ceux que quelques mois plus tôt, l’Union des prêtres Barundi (UACPB) réunie à Burasira, au centre du Burundi, avait aussi déplorés :
« Le dommage c’est qu’on canalise l’interprétation dans un sens unilatéral et encore plus injuste à savoir cette optique qui joue sur les préjugés et la méfiance ethniques et qui arme psychologiquement   des fils d’un même pays contre les autres. Ce qui empêche ainsi toute vraie lutte  contre l’injustice et le sous-développement. Aussi longtemps que tous les problèmes ont une coloration ethnocentriste, les Barundi se neutraliseront mutuellement et le sous-développement se radicalisera. Il y en a alors qui veulent résoudre la question par les armes et le feu, et l’excitabilité de la classe moyenne ne va que croissant. Or quand on parle à la race, on peut et on doit s’attendre aux pires excès, surtout qu’on en arrive, dans certains milieux, à tout voir sous l’angle racial et à s’attendre, avec toute la bonne conscience du monde, à ce que tous les membres d’une ethnie soient des alliés naturels et inconditionnels.» 

#### 1971: L’étau se resserre
Au fil des mois et à mesure que le pouvoir de Micombero se crispe et se radicalise, le commandant est peu à peu marginalisé. Le 8 août 1969, il est nommé secrétaire général du parti unique, fonction qu’il cumulera avec celle de ministre de l’Information. Mais en décembre de la même année, il est éloigné des leviers de communication publique en étant muté à la tête du ministère de l’Économie. En décembre 1970, le régime lui reprend les clés du Parti et trois mois plus tard, il est sorti du Gouvernement. Remplacé au poste de ministre de l’Économie, il reprend fonction à l’état major général de l’armée où il est collègue de Jean-Baptiste Bagaza, jeune officier de l’armée fraîchement rentré d’Europe. Dans les mois qui précédèrent son éviction du Gouvernement, il avait adressé des rapports internes au président de la République pour lequel il analysait avec critique la vie du parti et l’économie en déclin du pays. C’est une « république monarchiste » disent de nous les critiques qui, écrit-il, « avouons-le, n’ont pas tout à fait tort ». « De temps en temps », continue-t-il, « nous donnons l’impression d’être empêtrés dans le maquis de nos rumeurs et de nos habitudes, égarés dans le labyrinthe de nos traditions et de nos faux bruits ». »

### 30 avril 1972: Disparition
Les circonstances de la disparition du commandant Ndayahoze sont décrites dans le témoignage de sa veuve, Rose Karambizi-Ndayahoze, une Rwandaise tutsie. Il est repris par Jean-Pierre Chrétien et Jean-François Dupaquier dans leur ouvrage conjoint sur les événements tragiques du Burundi en 1972. Ces circonstances sont aussi abordées par Mme Ndayahoze elle-même dans un recueil des écrits de son mari qu’elle fit publier en 2016. Selon ce témoignage, dans la nuit du 29 au 30 avril 1972, vers 3 heures du matin, Ndayahoze est appelé au siège de l’état major général de l’armée par son chef, Thomas Ndabemeye. Il l'informe que le pays est attaqué et que pour sa défense, comme tous les officiers qui y sont affectés, il doit gagner son poste. Parce que la capitale burundaise bruissait déjà de rumeurs de violences et de coups de feu nocturnes, son épouse tente de le dissuader de s’y rendre. Faute de l’en convaincre, elle l’adjure de ne pas s’y rendre seul. Ndayahoze appelle alors un autre officier supérieur de l'armée, Tutsi, censé avoir reçu le même appel. Ils conviennent d'un point de rencontre - l'école « Athénée secondaire de Bujumbura » - pour se rendre ensemble aux quartiers généraux de l'armée. Mais plusieurs signes troublants intriguent son épouse. Elle ne comprend pas pourquoi aucun véhicule officiel de l'armée ne lui a été envoyé pour se rendre à l'armée. Par ailleurs, elle est troublée du fait qu'après être restée sans nouvelle de son mari depuis son dernier appel téléphonique à six heures du matin, elle découvre aussi par un appel que l'officier qui était supposé se rendre à l'état major de l'armée avec lui n'a finalement pas quitté son domicile de toute la nuit. Le matin du 30 avril vers 10 heures, la radio officielle annonce que le pays est sous attaque. Les événements prennent une tournure encore plus préoccupante quand dans la même journée, vers 3 heures de l’après-midi, une cohorte de militaires encercle le domicile de Ndayahoze, investit et fouille les lieux, en présence de son épouse, sans rien y trouver. Le soir et jusqu’au matin du 1er mai, Rose Karambizi n’a toujours aucune nouvelle de son mari. Toute la journée du 1er mai, elle poursuit ses recherches en vain. Elle ne le reverra plus jamais. Selon un « livre blanc » publié en juillet 1972 par le Gouvernement burundais, un plan de génocide des Tutsis devait être mis à exécution par des acteurs politiques et militaires hutus. Une rumeur qui précéda le livre blanc désignait Martin Ndayahoze comme le cerveau du plan. Plus de 45 ans après sa disparition, ni ce livre blanc, qui accuse nommément des « comploteurs » sans jamais le citer, ni aucune source n'a jamais apporté de preuve de l'implication, directe ou indirecte, du commandant Ndayahoze dans ce présumé plan. Plus tard, les récits donnés sur la procédure expéditive par laquelle en 1972 étaient accusées, emmenées puis sommairement exécutées les personnalités hutues suggèrent que le commandant Ndayahoze a sans doute lui-même été exécuté dès le 30 avril de cette année. Un témoignage important venu de Jean-Baptiste Bagaza, son ancien collègue de bureau qui, quatre ans plus tard, devint président de la République, écarte la thèse de son implication dans cette rébellion :
« Il était simple, sage et d’une grande intégrité. S’il avait volé quoi que ce soit, je l’aurais su. Lorsqu’au 30 avril 1972, je me rendis au bureau, je demandai « Où il est ? ». On me répondit « Il est mort ! ». Je répliquai « Mort comment ? Pourquoi ? ». « Mort sur le champ de bataille » me répondit-on. « Plus tard, je fis diligenter une enquête sur son cas personnel. Elle conclut qu'il était totalement innocent ».

## Héritage
Plus de 45 ans après sa disparition, le parcours et l'expression politiques du commandant Martin Ndayahoze continuent à faire l'objet de références récurrentes dans les analyses causales de l'instabilité et des violences sociétales chroniques du Burundi. Dans nombre de cas, sa mémoire est invoquée pour avancer l'hypothèse d'une préméditation derrière les crimes de masse interethniques qui ont jalonné l'histoire contemporaine du Burundi, de son vivant et au-delà. Dans un de ses rapports daté d'avril 1968 rendu fameux par son caractère prémonitoire, Ndayahoze avait porté à l'attention du chef de l’État l'hypothèse d’un « programme d’action » visant à instaurer un « apartheid » contre les Hutus après une sanglante répression de ces derniers. « Si le problème n’est pas traité adéquatement et impartialement pour que la sauvegarde de l’unité soit une conviction appliquée », écrivait alors Ndayahoze, « il deviendra un vrai problème qui compromettra notre révolution. » Nul n’a jamais apporté la preuve documentaire de l’existence d’un tel programme. Toutefois, entre le 30 avril et l'été 1972, soit quatre ans après ce rapport, le pays plongera dans des violences de masse qui reproduiront le scénario annoncé quatre ans plus tôt par Ndayahoze. Elles débutent avec le massacre sur trois jours de plus d'un millier de Tutsis dans le sud ouest du Burundi, par des rebelles armés de fusils et de machettes. À ce massacre, « le régime de Micombero a répondu par une répression génocidaire qui aurait fait plus de 100 000 victimes et contraint à l'exil plusieurs centaines de milliers de Hutus.» Le « rapport Whitaker » commissionné en 1983 par les Nations unies pour réviser et mettre à jour l'étude sur la prévention et de la répression du crime de génocide inclut le massacre des Hutus du Burundi en 1972 dans sa liste des neuf génocides du XXe siècle.
Au-delà des conjectures qu'elle suscite autour de la cause et de la genèse des crimes à grande échelle commis au Burundi de son vivant et au-delà, la mémoire de Martin Ndayahoze nourrit aussi des réflexions dans ce pays sur les options offertes à l'action politique dans tout contexte de bipolarisation ethnique, de paranoïa et d'intrigues politiques extrêmes. La ténacité de son loyalisme à l'égard du président Micombero nourrit aussi un dilemme politique permanent entre partisans de la ligne dure et adeptes des voies de dialogue et de compromis, chaque camp trouvant en lui un modèle de référence pour soutenir l'une ou l'autre option. Alors qu'avec 2018, la Commission de vérité et de réconciliation du Burundi entrait dans les derniers mois de la durée ordinaire de son mandat, il est probable qu'une fois de plus, les écrits de Martin Ndayahoze constituent une source de première main pour remonter la piste des circonstances contextuelles et des déficiences individuelles qui sont à l'origine de la tragédie de 1972.